# Triplophysa naziri
Triplophysa naziri är en fiskart som först beskrevs av Ahmad och Mirza, 1963.  Triplophysa naziri ingår i släktet Triplophysa och familjen grönlingsfiskar. Inga underarter finns listade i Catalogue of Life.